# Represa de Salto Grande
A Usina Hidrelétrica Binacional de Salto Grande está localizada no curso médio do rio Uruguai, cerca de 15 km ao norte das cidades de Salto (Uruguai) e Concordia (província de Entre Ríos, Argentina).

## Alguns dados
Está equipada com 14 geradores acionados por turbinas tipo Kaplan e um vertedouro central de 19 comportas radiais de acionamento hidráulico.
- Potência total instalada: 1890 MW
- Potência por turbina: 135 MW
- Diâmetro de cada turbina: 8,5 m, 6 pás por turbina
- Velocidade de rotação: 75 rpm

Possui dois descarregadores de fundo para cheias excepcionais, um em cada margem. É propriedade da Argentina e do Uruguai. Sua construção aproveita o desnível que o rio Uruguai apresentava na área denominada "Salto Grande", a qual foi encoberta pelas águas do reservatório que se formou. Na sua parte mais alta encontra-se a ponte rodoferroviária Salto Grande.
A capacidade total de evacuação da barragem é de 64.000 m³/s
- Caudal do rio Uruguai na área:
  - médio (série histórica) 4.622 m³/s
  - máximo registrado (desde 1898) 37.714 m³/s (9 de junho de 1992)
  - mínimo registrado (desde 1898) 109 m³/s (3 de fevereiro de 1945)
- Área do reservatório: 783 km²
- Volume do reservatório: 5.000 hm³
- Comprimento do reservatório: 140 km
- Largura máxima do reservatório: 9 km
- Profundidade máxima 33 m
- Profundidade média 6,4 m
- Variação normal de flutuação anual do nível da água 0,8 m
- Comprimento da costa 1.190 km
- Área da bacia de drenagem 224.000 km²[1]

## História

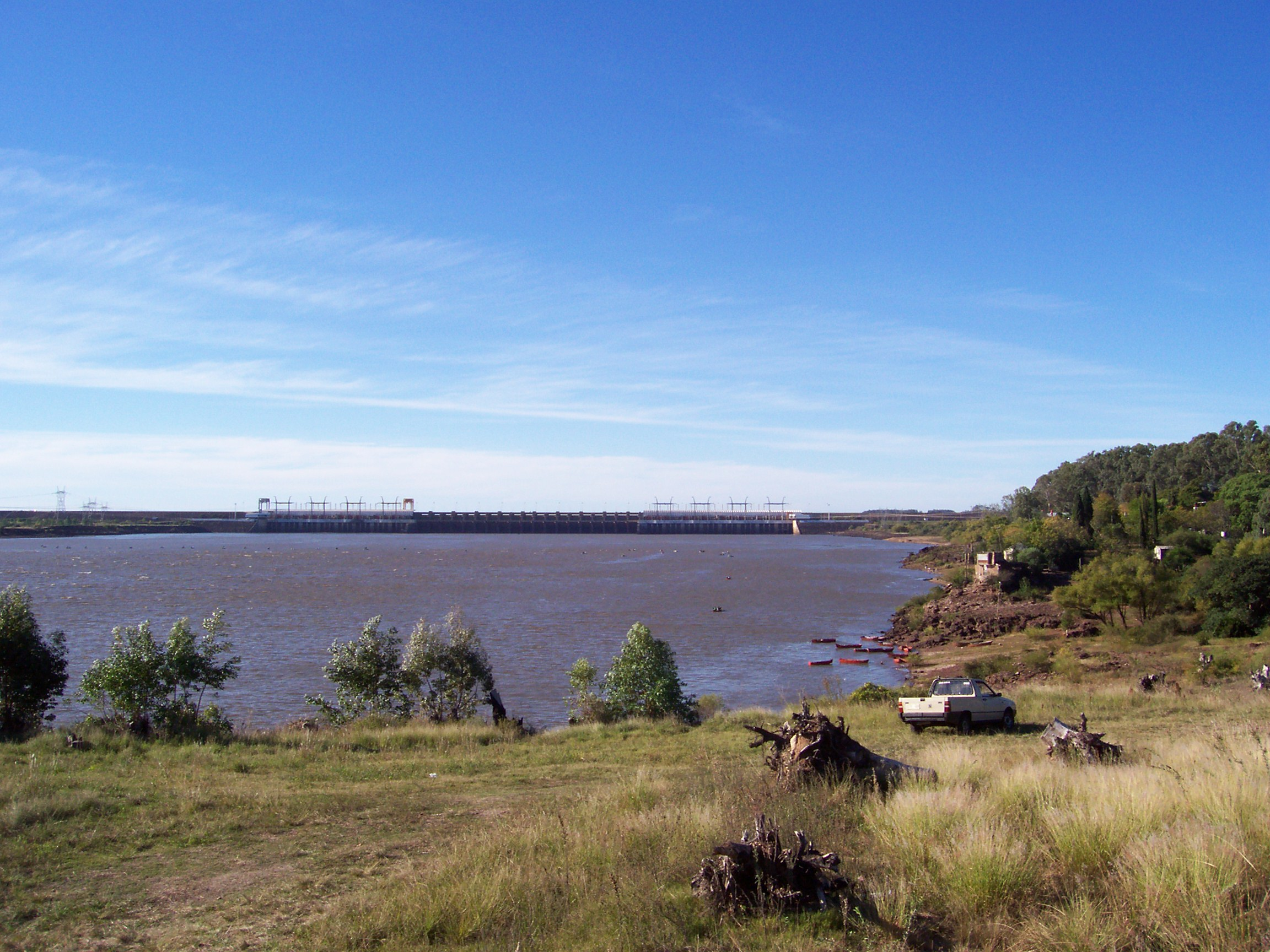
Vista do reservatório da Represa de Salto Grande.

Desde a década de 1950, o Comitê Popular Pró Represa de Salto Grande (integrado, entre outros, por Ramón Vinci e Néstor Minutti), estiveram à frente de sua construção.
Por sua vez, a Comissão Técnica Mista da Salto Grande (CTMSG) foi integrada pelos argentinos: engenheiro Jorge Pegoraro e general Repetto, e pelos uruguaios: Ulysses Pereira Reverbel, Dr. Gervasio de Posadas Belgrano e Dr. Pedro Di Lorenzo. A CTMSG é um organismo binacional de personalidade jurídica internacional própria, criada pelo convênio de 30 de dezembro de 1946 para construir e administrar a usina de Salto Grande.
O início da construção da represa foi em 1973 e gera energia elétrica desde 1979, concluindo-se a execução das instalações de geração de energia em 1982.
O reservatório desta represa provocou o desaparecimento ou alagamento de várias áreas da bacia hidrográfica do curso médio do rio Uruguai, incluindo bosques, ilhas e a transferência de populações, como a de Federación do lado argentino e Belén e Constitución do lado uruguaio.